# Emilie Högquist (film)
Pour plus de détails, voir Fiche technique et Distribution.
Emilie Högquist est un film suédois réalisé par Gustaf Molander, sorti en 1939.

## Fiche technique
- Titre : Emilie Högquist
- Réalisation : Gustaf Molander
- Scénario : Gustaf Molander et Gösta Stevens
- Photographie : Julius Jaenzon
- Musique : Jules Sylvain (en)
- Pays d'origine : Suède
- Format : Noir et blanc - 1,37:1 - Mono
- Genre : biographie
- Durée : 110 minutes
- Date de sortie : 1939

## Distribution
- Signe Hasso : Emilie Högquist
- Georg Rydeberg : Oscar Ier
- Anna Lindahl (en) : Hanna Högqvist
- Sture Lagerwall (en) : Jean Högquist
- Tollie Zellman (en) : Mme Högquist
- Karl-Arne Holmsten : Christer Örnclou
- Georg Løkkeberg (en) : Arthur Bloomfield
- Elsa Burnett (en) : Joséphine de Leuchtenberg
- Björn Berglund (en) : August Blanche
- Bengt Djurberg : Wilhelm von Braun
- Irma Christenson (en) : Marianne Berend
- Olof Winnerstrand : Carl Gustaf von Brinkman
- Sven Bergvall (en) : Colonel Fleming
- Anna-Lisa Baude (en) : Mme Grönlund
- Hilding Gavle (en) : Claes Stjernholm
- Elsa Ebbesen (en) : Kristin
- Hugo Björne : Westerstrand
- Karin Alexandersson : Fina
- Olav Riégo (en) : Johan
- Gunnar Sjöberg : Knut Almlöf